# درخت چوب‌پنبه‌ای نرم
درخت چوب‌پنبه‌ای نرم (نام علمی: Caldcluvia paniculosa) نام یک گونه از تیره چمچمه‌ئیان است.